# Szwajcaria na Letnich Igrzyskach Olimpijskich 2008
Szwajcarię na Letnich Igrzyskach Olimpijskich 2008 reprezentowało 84 zawodników w 20 dyscyplinach.
Był to 26. start reprezentacji Szwajcarii na letnich igrzyskach olimpijskich. Szwajcaria uczestniczyła we wszystkich igrzyskach olimpijskich czasów nowożytnych.

## Zdobyte medale
| Medal  | Zawodnik                                                              | Dyscyplina        | Konkurencja                         |
| ------ | --------------------------------------------------------------------- | ----------------- | ----------------------------------- |
| Złoto  | Fabian Cancellara                                                     | Kolarstwo szosowe | jazda indywidualna na czas mężczyzn |
| Złoto  | Roger Federer Stanislas Wawrinka                                      | Tenis ziemny      | gra podwójna mężczyzn               |
| Srebro | Fabian Cancellara                                                     | Kolarstwo szosowe | wyścig ze startu wspólnego mężczyzn |
| Brąz   | Karin Thürig                                                          | Kolarstwo szosowe | jazda indywidualna na czas kobiet   |
| Brąz   | Nino Schurter                                                         | Kolarstwo górskie | cross-country mężczyzn              |
| Brąz   | Sergei Aschwanden                                                     | Judo              | do 90 kg mężczyzn                   |
| Brąz   | Christina Liebherr Pius Schwizer Niklaus Schurtenberger Steve Guerdat | Jeździectwo       | skoki drużynowo                     |